# Suillia vietnamensis
Suillia vietnamensis är en tvåvingeart som beskrevs av Okadome 1985. Suillia vietnamensis ingår i släktet Suillia och familjen myllflugor.
Artens utbredningsområde är Vietnam. Inga underarter finns listade i Catalogue of Life.